# Drakguldet
Drakguldet är en detektivroman av Jan Mårtenson utgiven 1974. I boken semestrar Johan Kristian Homan i ett litet skogssamhälle i Närke. Där verkar det som om byns original inte dog en naturlig död utan istället tystat honom för att han inte skulle kunna avslöja vad han hittat i skogen.